# Makuc
Makuc je priimek več znanih Slovencev:
- Ana Makuc (*1982), pesnica, prevajalka, aktivistka, raziskovalka
- Andraž Makuc, rokometaš
- Andrej Makuc (1903—1979), rezbar
- Andrej Makuc (1913—1989), učitelj, protifašistični borec (NOV, ELAS)
- Andrej Makuc (*1951), pisatelj
- Bogdan Makuc (*1962), raketni modelar
- Damjan Makuc (*1978), biokemik
- Domen Makuc (*2000), rokometaš
- Dor(ic)a Makuc (r. Kacin) (1928—2020), novinarka, literarna publicistka, režiserka
- Drago Makuc (1924—1962), igralec in šahovski problemist
- Gregor Makuc, direktor LEK (Novartis)
- Ivan Makuc (1887—1974), politik
- Jana Makuc, zdravnica, biologinja
- Josip Makuc (1897—1958), slovensko-hrvaški kemijski tehnolog
- Miladi Makuc Semion (*1955), kiparka, restavratorka, prof. ALUO
- Mojca Makuc (*1952), modna oblikovalka, kostumografka
- Neva (Nives?) Makuc (*1978), zgodovinarka
- Pavla Makuc (1886—1972), redovnica, učiteljica, vzgojiteljica
- Sonja Makuc (*1980), grafičarka
- Stanko Makuc (*1954), slikar
- Tanja Makuc (*1979), slikarka
- Vili Makuc, amaterski gledališčnik (Idrija)
- Vladimir Makuc (1925—2016), grafik, slikar, restavrator
- Vojko Makuc (1946—2010), sovodenjski župnik
- Zvonka Makuc (*1948), gledališka in filmska kostumografka